# Chinsukō
Chinsuko (ちんすこう Chinsukō?) es una golosina tradicional de Okinawa, Japón. Normalmente es vendida como souvenir (conocidos como miyagegashi). Es una galleta pequeña hecha la mayoría de las veces de manteca de cerdo y harina, con un suave y dulce sabor.

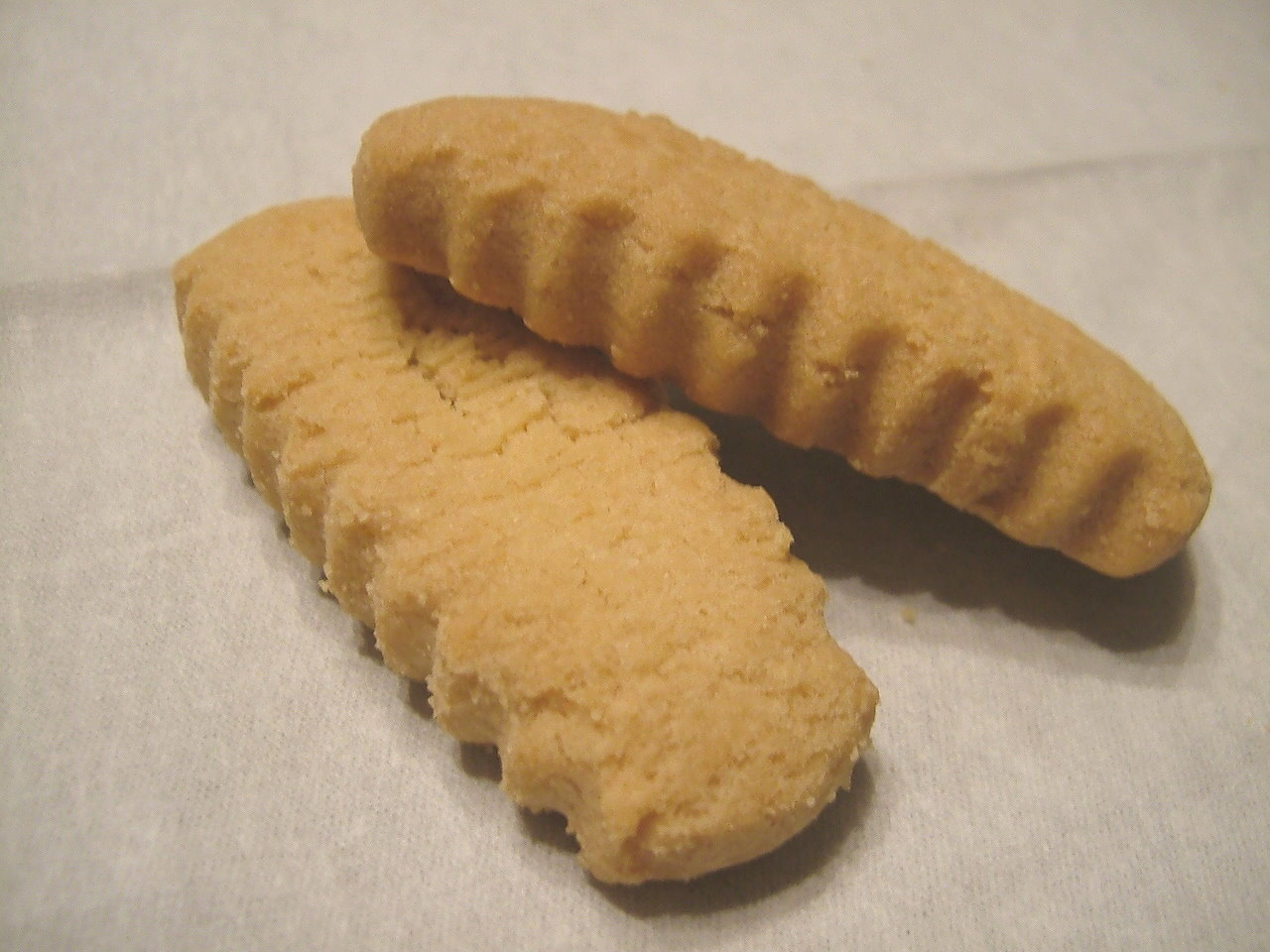
Chinsukō.

El chinsuko fue introducido a Okinawa hace 400 años aproximadamente desde China. Proviene de la palabra Chinrusko y ha sido cambiada a Chinsuko.